# Список умерших в 1399 году

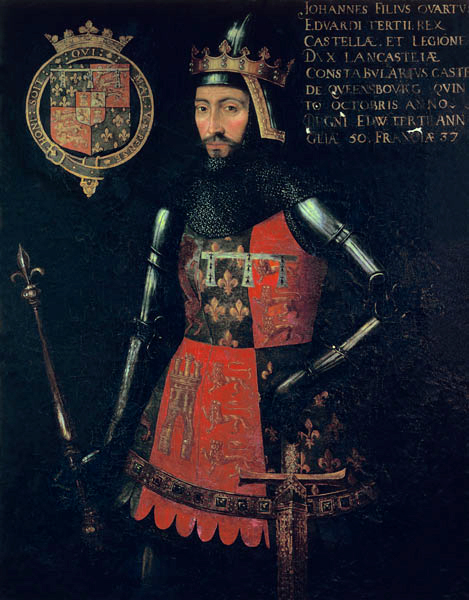
Джон Гонт

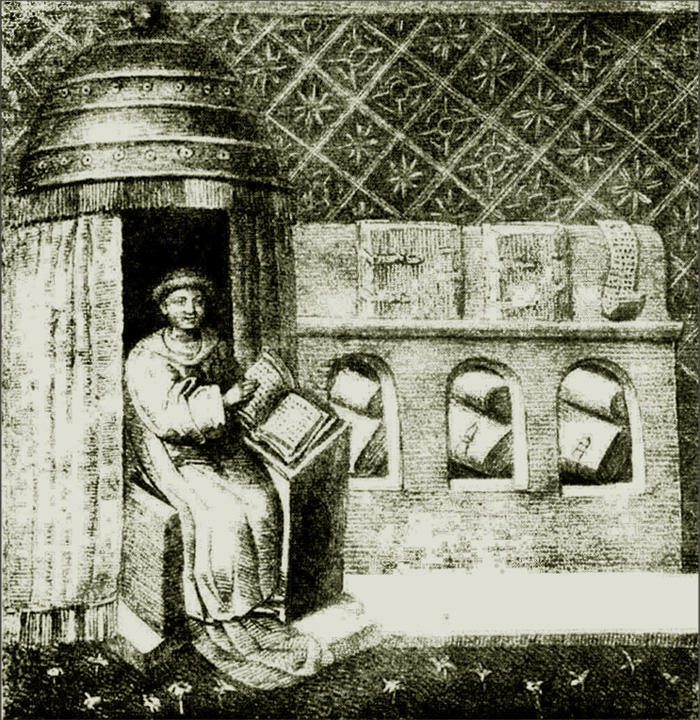
Жак де Гиз

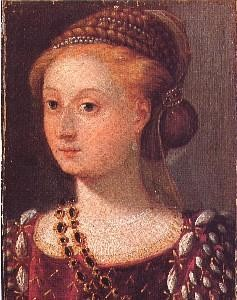
Маргарита Малатеста

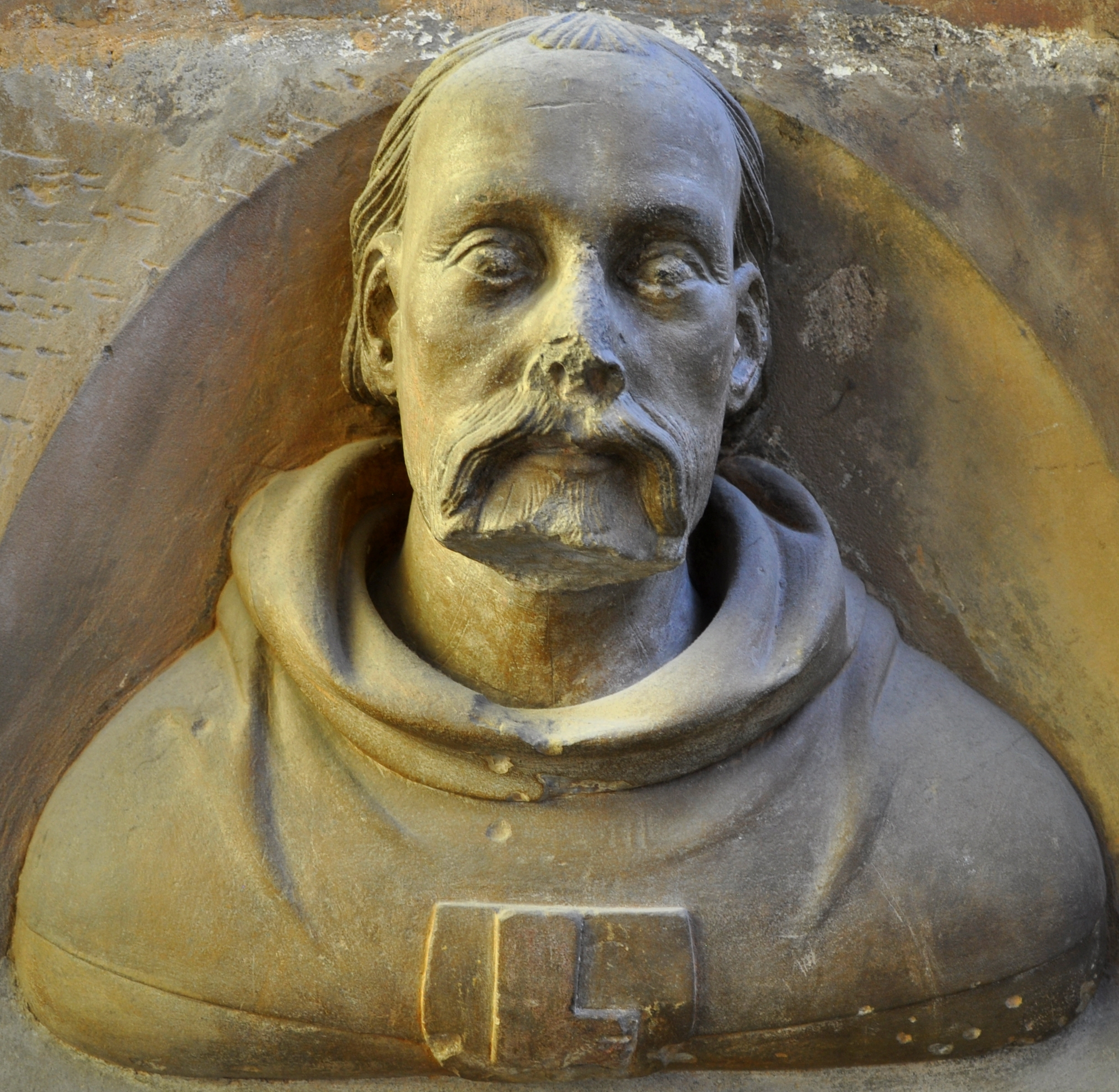
Петр Парлерж

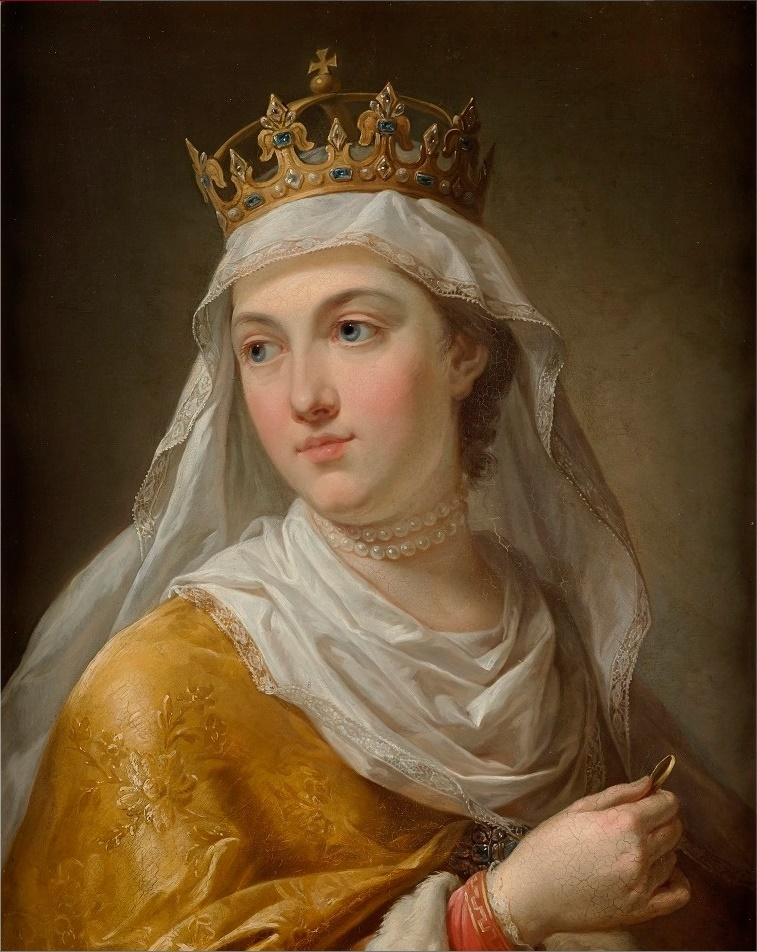
Ядвига

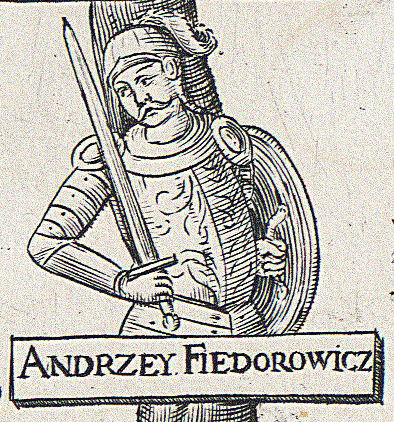
Андрей Ольгердович

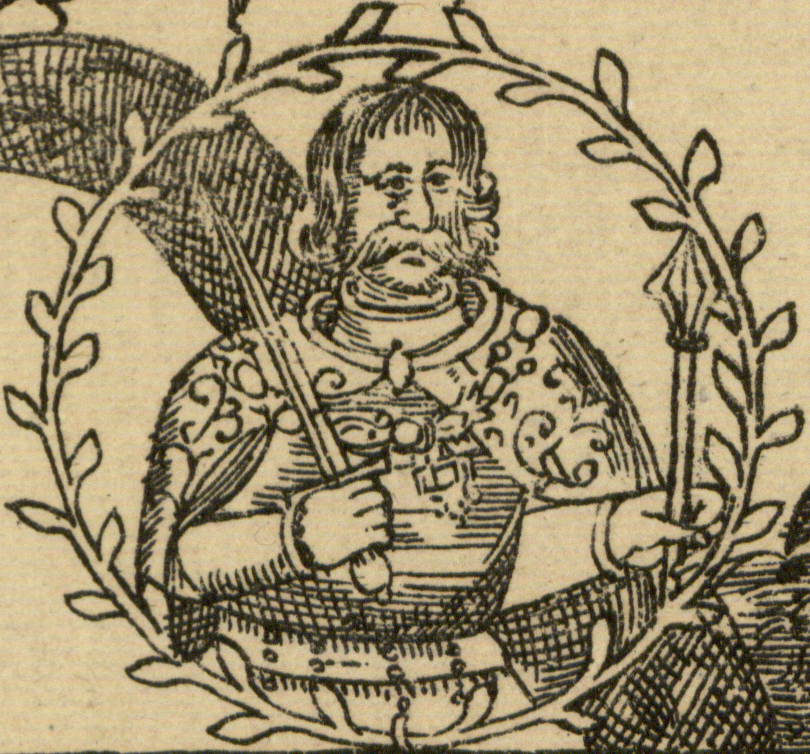
Спытко из Мельштына

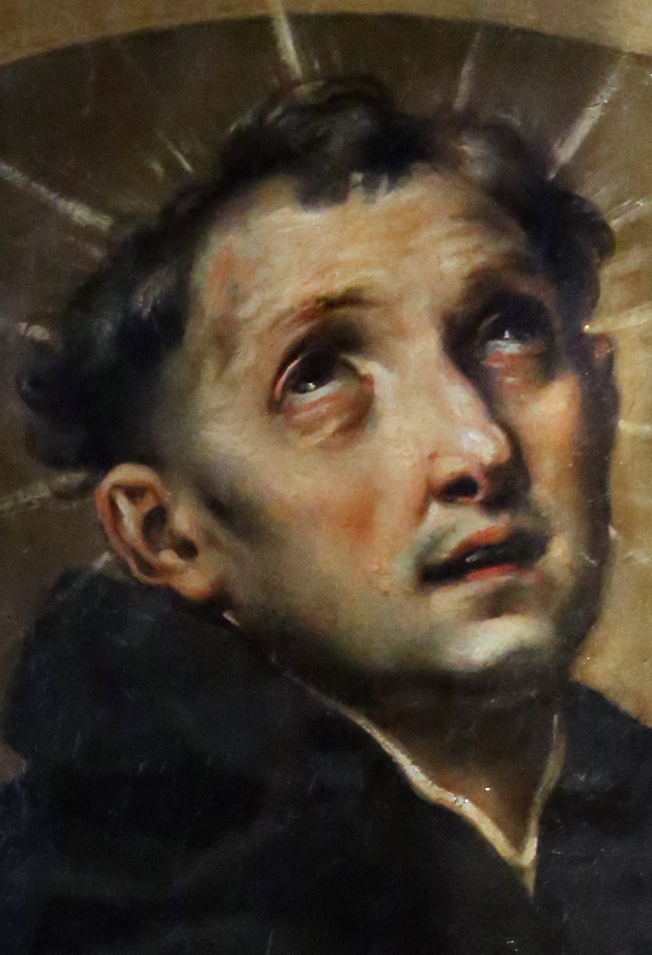
Раймонд Капуанский

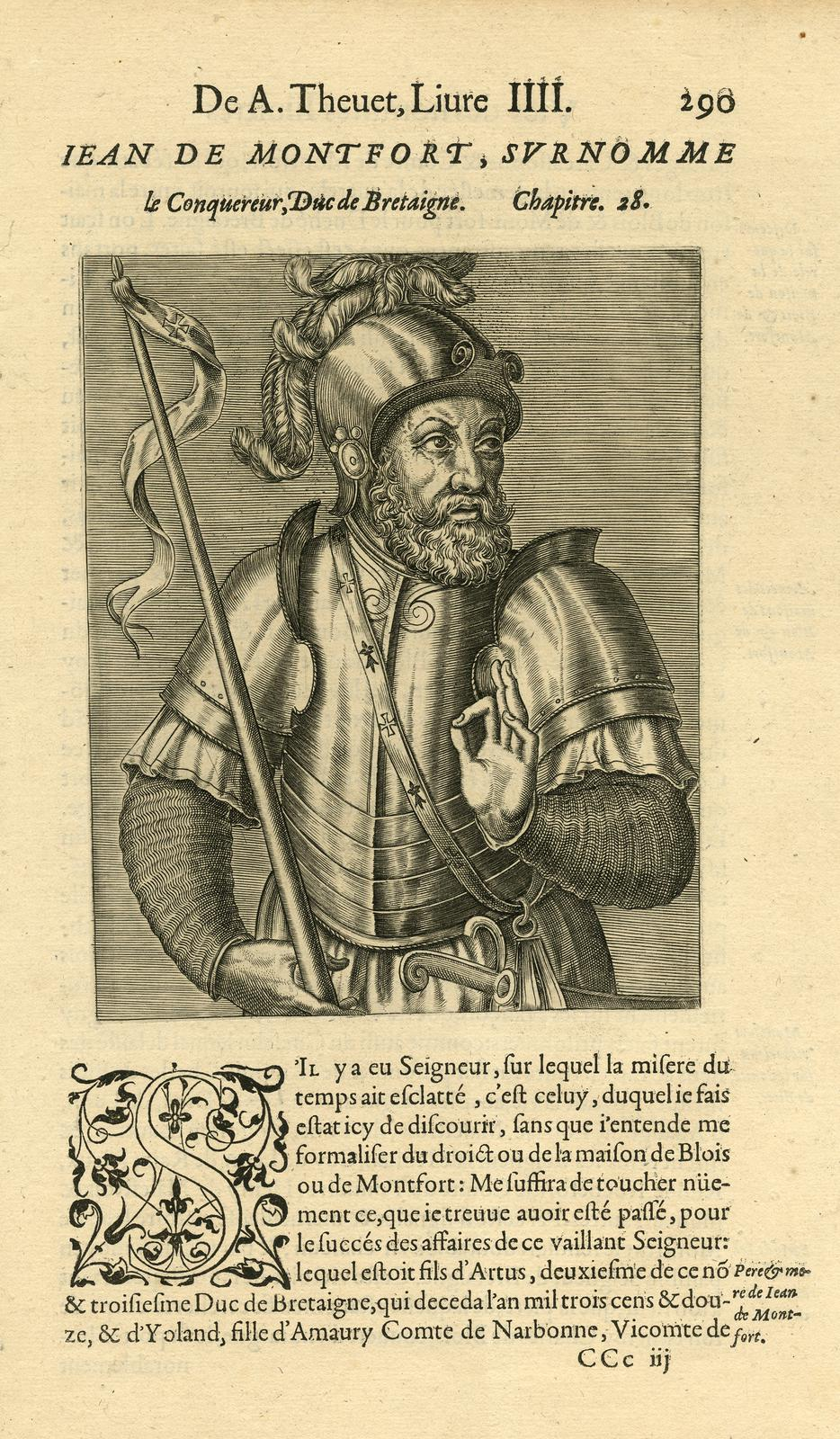
Жан V де Монфор

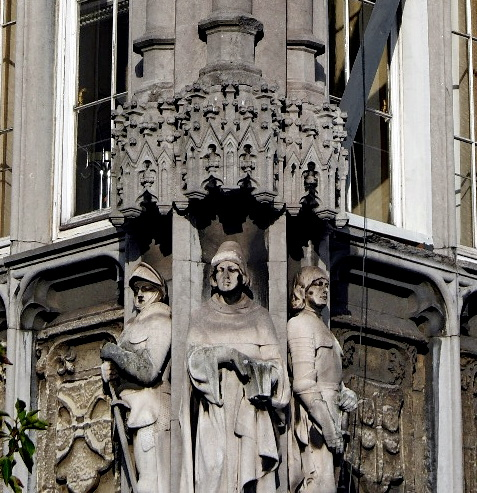
Жан Д’Утремёз

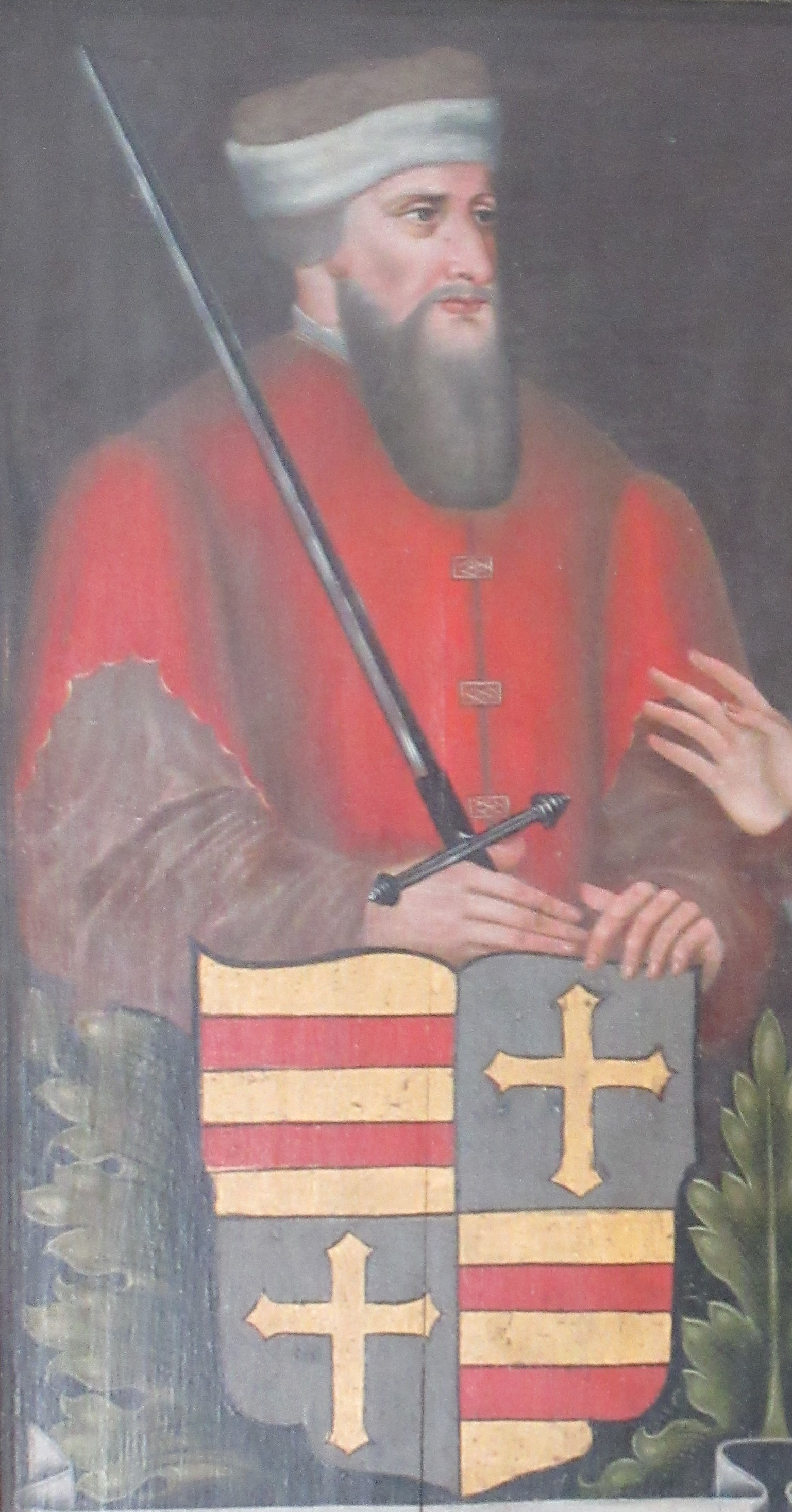
Кристиан V (граф Ольденбурга)Христиан V Ольденбургский

Уильям ле Скруп, 1-й граф Уилтшир

В этой статье представлен список известных людей, умерших в 1399 году.
См. также: Категория:Умершие в 1399 году

## Январь
- 17 января — Беро II — граф Клермона, дофин Оверни (1356—1399).

## Февраль
- 3 февраля — Джон Гонт (58) — английский принц, граф Ричмонд (1342—1373), герцог Ланкастерский, граф Ланкастер, Дерби, Лестер и Линкольн, сеньор де Бофор и де Ножан (с 1362), герцог Аквитании (с 1390), третий выживший сын короля Англии Эдуарда III, основатель дома Ланкастеров, отец короля Англии Генриха IV.
- 6 февраля — Жак де Гиз — валлонский хронист, теолог и педагог, монах-францисканец, летописец графства Геннегау, автор «Анналов истории достославных правителей Эно».
- 28 февраля — Маргарита Малатеста — итальянская аристократка из дома Малатеста, дочь кондотьера Галеотто I, синьора Римини и Пезаро. Вторая жена Франческо I, четвёртого генерального капитана Мантуи из дома Гонзага; в замужестве — синьора Мантуи (1393—1399).

## Март
- 1 марта — Мария Брабантская — дочь герцога Брабанта Жана III, герцогиня-консорт Гельдерна (1347—1361), жена герцога Гельдернского Рейнальда III.
- 17 марта — Мария Александровна —  дочь великого князя Тверского и Владимирского Александра Михайловича, Великая княгиня Владимирская (1347—1353), третья жена великого князя Московского и Владимирского Симеона Ивановича Гордого
- 24 марта — Маргарет Норфолкская — английская аристократка, старшая дочь Томаса Бразертона, 1-го графа Норфолка, графиня Норфолк (1338—1397), первая герцогиня Норфолк (1397—1399), граф-маршал (1338—1377).
- Елена Груба — королева Боснии из династии Котроманичей (1395—1398).

## Апрель
- 6 апреля — Кристиан V — граф Ольденбурга (1368—1398).
- 24 апреля — Филипп Дарси — английский аристократ, крупный землевладелец из северной части королевства, 4-й барон Дарси из Найта (с 1362). Участник Столетней войны.
- 25 апреля — Видцельд том Брок — хофтлинг (вождь) Брокмерланда и Аурихерланда в Восточной Фризии от имени своего несовершеннолетнего сводного брата Кено (1389—1399); убит.
- Оттон Брауншвейгский — герцог Брауншвейг-Грубенхагена (с 1351), граф Ачерры (1376—1392), князь Таранто (1380—1381, 1388—1399), четвёртый и последний из мужей королевы Неаполя Джованны I.

## Май
- 15 мая — Мария Дмитриевна Московская — вторая дочь великого князя московского Дмитрия Донского, княгиня-консорт мстиславская, жена князя Лугвена Ольгердовича

## Июль
- 8 июля — Элизабет де Сэй (33) — английская аристократка, последняя баронесса Сэй в своём праве (suo jure) (с 1382).
- 11 июля — Генрих VII Бжегский — соправитель отца (с 1360/1361), самостоятельный князь на Немче (1395—1399) и в Бжеге (1398—1399).
- 13 июля — Петр Парлерж — немецко-чешский архитектор и скульптор, представитель архитектурной династии Парлеров.
- 14 июля — Иоганн Нибур — немецкий дипломат, купец, бургомистр Любека (1394—1399). В 1371—1392 годах активно участвовал в ганзейско-новгородских переговорах. По его имени назван Нибуров мир.
- 17 июля — Ядвига (25) — королева Польши (1384—1389), с 1386 года совместно с мужем Ягайло; католическая святая.
- 20 июля — Уильям Дакр — английский аристократ, 5-й барон Дакр (1383—1399).
- 29 июля:
  - Джон Буши — английский рыцарь, один из приближённых короля Ричарда II, спикер Палаты общин (1394—1398), казнён во время мятежа Генри Болингброка;
  - Генри Грин — английский дворянин, депутат палаты общин, один из трёх постоянных советников короля Ричарда II; казнён во время мятежа Генри Болингброка.

## Август
- 12 августа:
  - Андрей Ольгердович — князь псковский (1341—1348, 1377—1385, 1394—1399), полоцкий (1342—1377, 1381—1387, 1393—1399), трубчевский (с 1360-х), совместно с братом Дмитрием Ольгердовичем, лукомский (с 1386), из династии Гедиминовичей; погиб в битве на Ворскле;
  - Глеб Святославич — великий князь Смоленский (1392—1395), смещён Витовтом; погиб в битве на Ворскле;
  - Дмитрий Головня — князь, государственный и военный деятель Великого княжества Литовского, родоначальник рода Головни; погиб в битве на Ворскле;
  - Дмитрий Кориатович — литовский князь; погиб в битве на Ворскле;
  - Дмитрий Ольгердович — удельный князь брянский, стародубский и трубчевский из династии Гедиминовичей, родоначальник князей Трубецких;  погиб в битве на Ворскле;
  - Михаил Данилович Острожский — государственный и политический деятель Великого княжества Литовского, князь Холмский (1384—1387); погиб в битве на Ворскле;
  - Спытко из Мельштына — польский шляхтич, маршалок надворный коронный (1373—1384), воевода краковский (1384—1399), каштелян краковский (1390—1399) и наместник подольский на «полном княжеском праве»; погиб в битве на Ворскле.
- 26 августа — Михаил Александрович — князь микулинский и тверской (1368—1382), великий князь Тверской (1382—1399).

## Сентябрь
- 2 сентября — Хамфри Плантагенет — 2-й граф Бекингем (с 1397).
- 22 сентября — Томас де Моубрей (33) — 6-й барон Моубрей и 7-й барон Сегрейв (с 1383), 1-й граф Ноттингем (с 1383), 3-й граф Норфолк (с 1398), 1-й герцог Норфолк (с 1398), маршал Англии (1386—1398), капитан Кале (1391—1398), кавалер Ордена Подвязки (с 1383), английский военачальник, один из пяти лордов-апеллянтов; умер в изгнании от чумы.

## Октябрь
- 3 октября — Элеонора де Богун — старшая дочь Хамфри де Богуна и (вместе со своей сестрой, Марией де Богун) сонаследница состояния отца, жена Томаса Вудстока, графиня Эссекс, графиня Бэкингем, герцогиня Омальская, герцогиня Глостер.
- 5 октября — Раймонд Капуанский, католический блаженный, генеральный магистр ордена проповедников (доминиканцы) (1380—1399). Сподвижник и духовный наставник святой Екатерины Сиенской.
- 29 октября — Гин Буа Шпата — албанский военачальник, деспот Ангелокастрона и Лепанто (1359—1374), деспот Арты (1374—1399)

## Ноябрь
- 2 ноября — Жан V Храбрый — граф де Монфор-л’Амори (Жан III) (1345—1399), герцог Бретонский (1365—1399).

## Дата неизвестна или требует уточнения
- Аршамбо V — граф Перигора (1361—1398); умер в ссылке в Англии.
- Балк — воевода земель будущего Молдавского княжества под венгерским сюзеренитетом (1359).
- Баркук — мамлюкский султан Египта (1382—1389, 1390—1399), основатель династии Бурджитов.
- Джованни Орделаффи — итальянский кондотьер, член династии Орделаффи; убит (отравлен).
- Уильям ле Скруп — 1-й граф Уилтшир (с 1397), король островов Мэн и Уайт (с 1393), сподвижник короля Англии Ричарда II, кавалер ордена Подвязки (1394), Лорд-казначей (с 1398); казнён по приказу Генриха IV.
- Хизр-Ходжа — третий хан Моголистана (ок 1389—1399)
- Николас Эймерик — каталонский инквизитор, доминиканский монах, главный инквизитор Арагонского королевства, автор Directorium Inquisitorum.
- Элбэг Нигулэсугчи-хан — великий хан Монгольского ханства (Северной Юань) (1394—1399), убит ойратскими тайшами.